# 静岡県道363号高薗貴布祢線
静岡県道363号高薗貴布祢線（しずおかけんどう363ごう たかそのきぶねせん）は、静岡県浜松市を通る一般県道である。

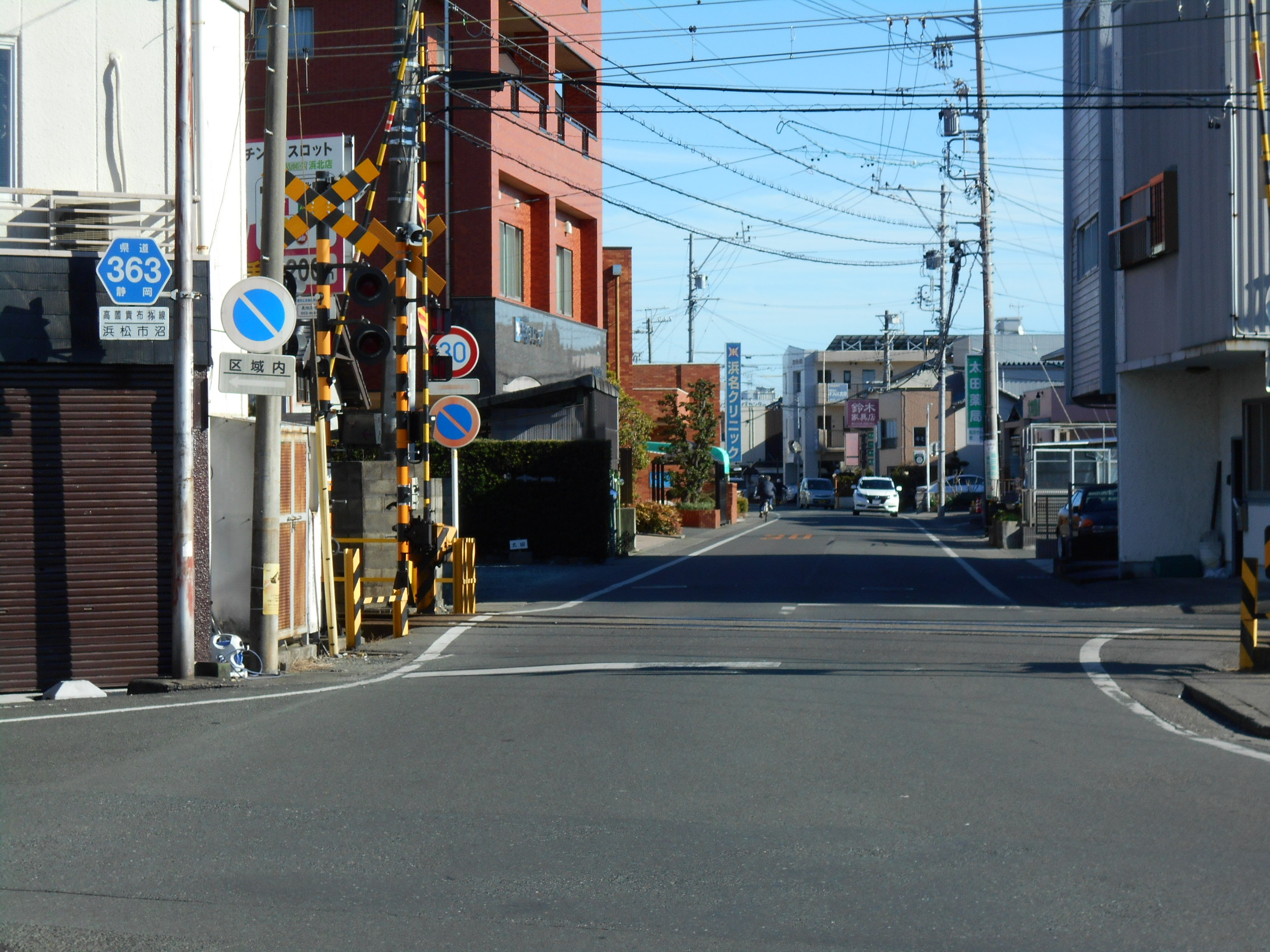
浜北駅付近

## 概要

### 路線データ
- 陸上距離：3.4km
- 起点：浜松市浜名区高薗（静岡県道344号二俣浜松線交点）
- 終点：浜松市浜名区貴布祢（静岡県道391号細江浜北線終点）

## 地理
天竜川の堤防から浜名区南東部を横断し、遠州鉄道西鹿島線浜北駅方面へと向かう路線である。

### 通過する自治体
- 静岡県
  - 浜松市（浜名区）

### 接続路線
- 静岡県道344号二俣浜松線
- 静岡県道45号天竜浜松線
- 静岡県道391号細江浜北線